# Екатериновское сельское поселение (Приморский край)
Екатериновское се́льское поселе́ние — сельское поселение в Партизанском районе Приморского края.
Административный центр — село Екатериновка.

## История
Статус и границы сельского поселения установлены Законом Приморского края от 10 ноября 2004 года № 158-КЗ «О Партизанском муниципальном районе»

## Население
| 2010  | 2011  | 2012  | 2013  | 2014  | 2015  | 2016  |
| ----- | ----- | ----- | ----- | ----- | ----- | ----- |
| 5370  | ↗5373 | ↘5329 | ↗5415 | ↗5467 | ↗5499 | ↗5650 |
| 2017  | 2018  | 2019  | 2020  | 2021  |       |       |
| ↗5716 | ↗5738 | ↘5731 | ↘5716 | ↘5406 |       |       |

## Состав сельского поселения
В состав сельского поселения входят 5 населённых пунктов:
| № | Населённый пункт | Тип населённого пункта       | Население |
| - | ---------------- | ---------------------------- | --------- |
| 1 | 151 км           | железнодорожный разъезд      | ↗17       |
| 2 | Боец Кузнецов    | посёлок                      | ↘730      |
| 3 | Голубовка        | село                         | ↗526      |
| 4 | Екатериновка     | село, административный центр | ↘3467     |
| 5 | Новая Сила       | село                         | ↗515      |

## Местное самоуправление
Администрация
Адрес: 692974, с. Екатериновка, ул. Советская, 6-А. Телефон: 8 (42365) 29-1-48, 8 (42365) 29-1-31
Глава администрации
- Денисов Олег Иванович